# Port lotniczy Tunis
Port lotniczy Tunis-Kartagina – międzynarodowy port lotniczy położony w pobliżu Tunisu, w Tunezji. Jest największym portem lotniczym w kraju. W 2006 roku obsłużył 3,7 mln pasażerów. Jest głównym portem przesiadkowym linii lotniczych Tunisair.

## Linie lotnicze i połączenia
| Linia Lotnicza      | Kierunek |
| ------------------- | --- |
| Aegean Airlines     | 1. Ateny |
| Afriqiyah Airways   | 1. La Abrak 2. Bengazi 3. Trypolis |
| Air Algerie         | 1. Algier |
| Air Arabia Maroc    | 1. Casablanca |
| Air Europa          | Sezonowo: 1. Madryt |
| Air France          | 1. Paryż-Charles de Gaulle 2. Paryż-Orly Sezonowo: 1. Marsylia 2. Nicea |
| Edelweiss Air       | Sezonowo: 1. Zurych (od 19 grudnia 2024) |
| EgyptAir            | 1. Kair |
| Emirates            | 1. Dubaj |
| Eurowings           | 1. Kolonia/Bonn Sezonowo: 1. Berlin 2. Hamburg 3. Stuttgart |
| ITA Airways         | 1. Rzym-Fiumicino |
| Libyan Airlines     | 1. La Abrak 2. Bengazi 3. Tobruk 4. Trypolis |
| Libyan Wings        | 1. Misrata 2. Trypolis |
| Lufthansa           | 1. Frankfurt 2. Monachium |
| Luxair              | Sezonowo: 1. Luksemburg |
| Mauritania Airlines | 1. Nawakszut |
| Nouvelair           | 1. / Bazylea 2. Berlin 3. Bolonia 4. Bordeaux 5. Bruksela 6. Düsseldorf 7. Frankfurt 8. Genewa 9. Stambuł 10. Lille 11. Londyn-Gatwick 12. Lyon 13. Marsylia 14. Mediolan-Malpensa 15. Monachium 16. Nantes 17. Nicea 18. Paryż-Charles de Gaulle 19. Strasburg 20. Tuluza Sezonowo: 1. Algier 2. Barcelona 3. Casablanca 4. Kopenhaga 5. Hamburg 6. Dżudda 7. Madryt 8. Medyna 9. Sztokholm-Arlanda |
| Qatar Airways       | 1. Doha |
| Royal Air Maroc     | 1. Casablanca |
| Royal Jordanian     | 1. Amman |
| Saudia              | 1. Dżudda |
| Transavia           | 1. Lyon 2. Marsylia 3. Montpellier 4. Nantes 5. Paryż-Orly Sezonowo: 1. Nicea |
| TUI fly Belgium     | 1. Bruksela |
| Tunisair            | 1. Abidżan 2. Algier 3. Bamako 4. Barcelona 5. Bolonia 6. Bordeaux 7. Bruksela 8. Kair 9. Casablanca 10. Konakry 11. Konstantyna 12. Dakar-Diass 13. Duala (od 14 grudnia 2024) 14. Düsseldorf 15. Frankfurt 16. Genewa 17. Stambuł 18. Dżudda 19. Libreville (od 14 grudnia 2024) 20. Londyn-Gatwick 21. Londyn-Heathrow 22. Lyon 23. Madryt 24. Marsylia 25. Mediolan-Malpensa 26. Montreal-Trudeau 27. Monachium 28. Niamey 29. Nicea 30. Nawakszut 31. Oran 32. Wagadugu 33. Palermo 34. Paryż-Orly 35. Rzym-Fiumicino 36. Strasburg 37. Tuluza 38. Trypolis 39. Wenecja 40. Wiedeń 41. Zurych Sezonowo: 1. Lizbona 2. Medyna Sezonowe czartery: 1. Skopje 2. Tirana |
| Tunisair Express    | 1. Konstantyna 2. Dżerba 3. Malta 4. Neapol 5. Palermo 6. Rzym-Fiumicino 7. Safakis 8. Tauzar |
| Turkish Airlines    | 1. Stambuł |
| Vueling Airlines    | Sezonowo: 1. Barcelona |